# Tom Ackerley
Thomas Francis Michael „Tom“ Ackerley (geboren im Juni 1990) ist ein britischer Filmproduzent. Zusammen mit seiner Frau Margot Robbie gründete er das Filmproduktionsunternehmen LuckyChap Entertainment, mit dem sie unter anderem die Filme I, Tonya (2017) und Promising Young Woman (2020) produzierten, die jeweils einen Oscar gewonnen haben.

## Leben
Ackerley wurde im Juni 1990  in Surrey geboren. Als jüngstes von drei Geschwistern wuchs er in Guildford, England, auf und besuchte das Godalming College.
Ackerley begann seine Filmkarriere als Statist in den ersten drei Teilen der Harry-Potter-Filmreihe. Danach wirkte er als Assistent an der Produktion von Filmen wie Gambit (2012) und Rush (2013). Von 2012 bis 2016 arbeitete Ackerley auch als Regieassistent für verschiedene Fernsehserien und Filme. Im Jahr 2014 gründete er mit Margot Robbie, Sophia Kerr und Josey McNamara die Produktionsfirma LuckyChap Entertainment.
Ackerley lernte die australische Schauspielerin Margot Robbie 2013 am Set von Suite française kennen und ging ein Jahr später mit ihr aus. Im Dezember 2016 heirateten sie in einer privaten Zeremonie in Byron Bay, New South Wales. Seit 2021 leben Ackerley und Robbie gemeinsam in Los Angeles. Am 17. Oktober 2024 wurden sie Eltern eines Sohnes.

## Filmografie
- 2017: I, Tonya
- 2018: Terminal – Rache war nie schöner (Terminal)
- 2019: Dreamland
- 2020: Promising Young Woman
- 2021: The Humming of the Beast (Kurzfilm)
- 2023: Boston Strangler
- 2023: Barbie
- 2024: My Old Ass
- 2025: Borderline